# Lycomysis spinicauda
Lycomysis spinicauda är en kräftdjursart som beskrevs av Hansen 1910. Lycomysis spinicauda ingår i släktet Lycomysis och familjen Mysidae. Inga underarter finns listade i Catalogue of Life.